# Bruyères-le-Châtel
 Bruyères-le-Châtel  (pronunciación: [bʁyˌjɛʁ lǝ ʃɑˈtɛl]AFI) es una población y comuna francesa, ubicada en la región de Isla de Francia, departamento de Essonne, en el distrito de Palaiseau y cantón de Arpajon.

## Demografía
| 1078 | 1521 | 2103 | 2199 | 2536 | 3013 |
| Para los censos de 1962 a 1999 la población legal corresponde a la población sin duplicidades (Fuente: INSEE [Consultar]) |      |      |      |      |      |